# Advanced Landing Grounds – Serie B

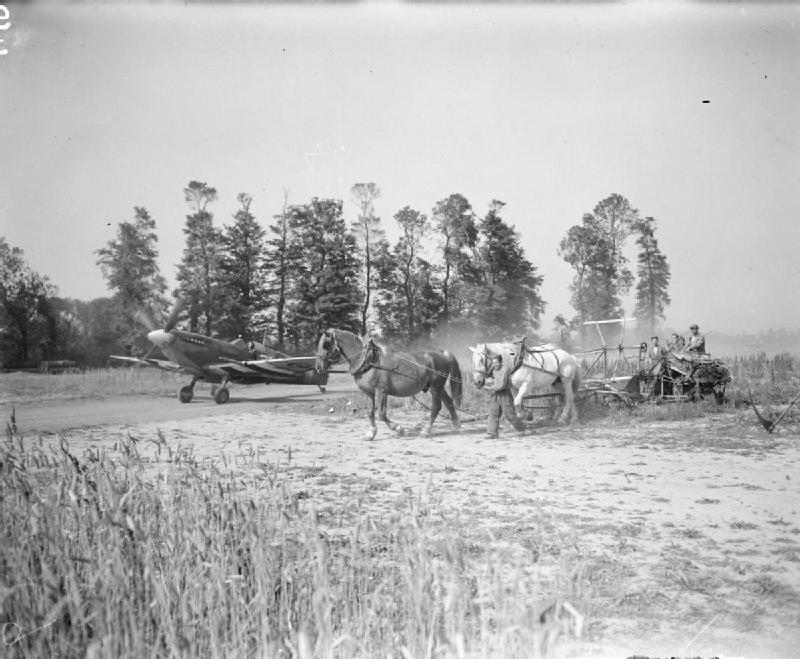
Eine Spitfire Mark IX der No. 443 Squadron RCAF auf ALG B-2 Bazenville, im Vordergrund ein französischer Bauer bei der Feldarbeit

Advanced Landing Grounds (ALG) waren zeitweilige vorgeschobene Landeplätze, die von den Alliierten während des Zweiten Weltkriegs für den Feldzug zur Befreiung Europas angelegt wurden.

## Allgemeines

### Serie B (Britain)
| RAF-Code        | ALG (Ort)              | Département/Provinz/Landkreis        | Nutzer | Bemerkung                                                                                       |
| --------------- | ---------------------- | ------------------------------------ | --- | ----------------------------------------------------------------------------------------------- |
| B-1             | Asnelles-sur-Mer       | Calvados                             | RAF | Einsatzbereit mit Spitfires an D-Day + 4 (10. Juni 1944)                                        |
| B-2             | Bazenville             | Calvados                             | RAF, RCAF, FFAF |                                                                                                 |
| B-3             | Sainte-Croix-sur-Mer   | Calvados                             | RAF, FFAF |                                                                                                 |
| B-4             | Bény-sur-Mer           | Calvados                             | RAF, RCAF |                                                                                                 |
| B-5             | Le Fresne-Camilly      | Calvados                             | RAF |                                                                                                 |
| B-6             | Coulombs               | Calvados                             | 137 Sqn RAF [Typhons] ab August 1944 |                                                                                                 |
| B-7             | Martragny              | Calvados                             | RAF |                                                                                                 |
| B-8             | Sommervieu             | Calvados                             | RAF |                                                                                                 |
| B-9             | Lantheuil              | Calvados                             | RAF |                                                                                                 |
| B-10            | Plumetot               | Calvados                             | RAF |                                                                                                 |
| B-11            | Longues-sur-Mer        | Calvados                             | RAF, RCAF, RAAF | Memorial                                                                                        |
| B-12            | Ellon                  | Calvados                             | RAF |                                                                                                 |
| B-13            |                        |                                      | | Code nicht vergeben                                                                             |
| B-14            | Amblie                 | Calvados                             | RAF |                                                                                                 |
| B-15            | Ryes                   | Calvados                             | RAF |                                                                                                 |
| B-16            | Villons-les-Buissons   | Calvados                             | RAF, RNAF |                                                                                                 |
| B-17            | Caen-Carpiquet         | Calvados                             | RAF | Flughafen Caen-Carpiquet (BA 720)                                                               |
| B-18            | Cristot                | Calvados                             | RAF |                                                                                                 |
| B-19            | Lingèvres              | Calvados                             | RAF |                                                                                                 |
| B-20            | Démouville             | Calvados                             | | ALG nicht gebaut                                                                                |
| B-21            | Sainte-Honorine        | Orne                                 | RAF |                                                                                                 |
| B-22            | Authie                 | Calvados                             | RAF |                                                                                                 |
| B-23            | La Rue Huguenot        | Eure                                 | RAF |                                                                                                 |
| B-24            | Saint-André-de-l’Eure  | Eure                                 | RAF, USAAF |                                                                                                 |
| B-25            | Le Theil-Nolent        | Eure                                 | RAF |                                                                                                 |
| B-26            | Illiers-l’Évêque       | Eure                                 | RAF |                                                                                                 |
| B-27            | Boisney                | Eure                                 | RAF |                                                                                                 |
| B-28            | Évreux                 | Eure                                 | RAF | Militärflugplatz Évreux-Fauville (BA 105) (Évreux Air Base/USAFE)                               |
| B-29            | Valailles              | Eure                                 | RAF |                                                                                                 |
| B-30            | Creton                 | Eure                                 | RAF |                                                                                                 |
| B-31            | Fresnoy-Folny          | Seine-Maritime                       | RAF |                                                                                                 |
| B-32            | Prey                   | Eure                                 | ALG nicht gebaut |                                                                                                 |
| B-33            | Campneuseville         | Seine-Maritime                       | RAF |                                                                                                 |
| B-34            | Avrilly                | Orne                                 | RAF |                                                                                                 |
| B-35            | Godelemesnil           | Seine-Maritime                       | RAF, 485 [NZ] Squadron RAF 7. September 1944 – 12. September 1944 |                                                                                                 |
| B-36            | Boussey                | Eure                                 | | ALG nicht gebaut                                                                                |
| B-37            | Corroy                 | Marne                                | RAF |                                                                                                 |
| B-38            | La Lande-sur-Eure      | Marne                                | RAF |                                                                                                 |
| B-39            | Écoufflar              | (unbestimmt)                         | | ALG nicht gebaut                                                                                |
| B-40            | Beauvais-Nivillers     | Oise                                 | RAF |                                                                                                 |
| B-41            | Le Plouy               | Somme                                | | ALG nicht gebaut                                                                                |
| B-42 (A-61)     | Beauvais-Tillé         | Oise                                 | USAAF (322nd Bombardment Group von September 1944 bis März 1945 mit Bombern vom Typ B – 26). Erobert 6. September 1944, einsatzbereit 10. September 1944, aufgelassen 17. August 1945 | Flughafen Beauvais-Tillé                                                                        |
| B-43            | Saint-Omer-Fort-Rouge  | Pas-de-Calais                        | RAF | Flugplatz Saint-Omer-Arques-Fort Rouge                                                          |
| B-44            | Poix                   | Marne                                | RAF, USAAF |                                                                                                 |
| B-45            | Saint-Omer-Longuenesse | Pas-de-Calais                        | RAF, USAAF | Flugplatz Saint-Omer-Wizernes                                                                   |
| B-46            | Grandvilliers          | Oise                                 | RAF |                                                                                                 |
| B-47            | Enquin                 | Somme                                | | ALG nicht gebaut                                                                                |
| B-48            | Amiens                 | Pas-de-Calais                        | USAAF |                                                                                                 |
| B-49            | Lisbourg               | Pas-de-Calais                        | | ALG nicht gebaut                                                                                |
| B-50            | Vitry-en-Artois        | Pas-de-Calais                        | RAF | Flugplatz Vitry-en-Artois                                                                       |
| B-51            | Lille-Vendeville       | Nord                                 | RAF, RCAF | Flughafen Lille                                                                                 |
| B-52            | Douai-Dechy            | Nord                                 | RAF |                                                                                                 |
| B-53 (AAF-182)  | Merville               | Nord                                 | RAF (135 Wing 122, 222 und 485 [NZ] Squadron) | Flughafen Merville-Calonne                                                                      |
| B-54            | Achiet                 | Pas-de-Calais                        | USAAF (313th Troop Carrier Group 28. Februar bis 4. August 1945) |                                                                                                 |
| B-55            | Kortrijk-Wevelgem      | Provinz Westflandern (Belgien)       | RAF | Flughafen Kortrijk-Wevelgem                                                                     |
| B-56            | Brüssel-Evere          | Region Brüssel-Hauptstadt (Belgien)  | RAF |                                                                                                 |
| B-57            | Lille-Warmbrechies     | Nord                                 | RAF |                                                                                                 |
| B-58            | Brüssel-Melsbroek      | Provinz Flämisch-Brabant (Belgien)   | RAF (No 487 [NZ] Squadron) | Militärflugplatz Melsbroek                                                                      |
| B-59            | Ypern-Vlamertinge      | Provinz Westflandern (Belgien)       | RAF |                                                                                                 |
| B-60            | Grimbergen             | Provinz Flämisch-Brabant (Belgien)   | RAF (486 [NZ] Squadron, 131 “Polish” Wing, 132 “Norwegian” Wing), USAAF (Depot für überschüssiges Material)                                                                           | Flugplatz Grimbergen (Flughafen Lint)                                                           |
| B-61            | Sint-Denijs-Westrem    | Provinz Ostflandern (Belgien)        | RAF |                                                                                                 |
| B-62 (A-92)     | Sint-Truiden           | Provinz Limburg (Belgien)            | USAAF (48th Fighter Group 30. September 1944 bis März 1945 mit A – 20) | Militärflugplatz Sint-Truiden                                                                   |
| B-63            | Brügge-Sint-Kruis      | Provinz Westflandern (Belgien)       | RAF | Marinekaserne Sint-Kruis                                                                        |
| B-64            | Diest-Schaffen         | Provinz Flämisch-Brabant (Belgien)   | RAF | Militärflugplatz Schaffen (Paracommando)                                                        |
| B-65            | Maldegem               | Provinz Ostflandern (Belgien)        | RAF (135 Wing 122, 222 und 485 [NZ] Squadron) |                                                                                                 |
| B-66            | Blakenberg             | Provinz Flämisch-Brabant (Belgien)   | RAF |                                                                                                 |
| B-67            | Ursel                  | Provinz Ostflandern (Belgien)        | RAF |                                                                                                 |
| B-68            | Le Culot               | Provinz Wallonisch-Brabant (Belgien) | USAAF Oktober 1944 bis Juni 1945 | Militärflugplatz Beauvechain                                                                    |
| B-69            | Meerbeke               | Provinz Ostflandern (Belgien)        | RAF |                                                                                                 |
| B-70            | Antwerpen-Deurne       | Provinz Antwerpen (Belgien)          | RAF | Flughafen Antwerpen                                                                             |
| B-71            | Koksijde               | Provinz Westflandern (Belgien)       | RAF | Militärflugplatz Koksijde                                                                       |
| B-72 (A-75)     | Cambrai-Épinoy         | Nord                                 | RAF (487 [NZ] Squadron) | Militärflugplatz Cambrai-Épinoy                                                                 |
| B-73            | Moorsele               | Provinz Westflandern (Belgien)       | RAF |                                                                                                 |
| B-74 (A-83)     | Denain-Prouvy          | Nord                                 | RAF, USAAF | Flughafen Valenciennes-Denain                                                                   |
| B-75            | Nivelles               | Provinz Wallonisch-Brabant (Belgien) | RAF |                                                                                                 |
| B-76            | Peer                   | Provinz Limburg (Belgien)            | RAF |                                                                                                 |
| B-77            | Gilze-Rijen            | Provinz Nord-Brabant (Niederlande)   | 485 [NZ] Squadron (RAF) | Militärflugplatz Gilze-Rijen                                                                    |
| B-78            | Eindhoven              | Provinz Nord-Brabant (Niederlande)   | RAF | Flughafen Eindhoven                                                                             |
| B-79            | Woensdrecht            | Provinz Nord-Brabant (Niederlande)   | RAF | Militärflugplatz Woensdrecht                                                                    |
| B-80            | Volkel                 | Provinz Nord-Brabant (Niederlande)   | RAF | Militärflugplatz Volkel                                                                         |
| B-81            | Le Madrillet           | Seine-Maritime                       | RAF | Technopôle du Madrillet                                                                         |
| B-82            | Grave                  | Provinz Nord-Brabant (Niederlande)   | RAF | Maasbrücke der Operation Market Garden                                                          |
| B-83            | Knokke-Le Zoute        | Provinz Westflandern (Belgien)       | RAF |                                                                                                 |
| B-84            | De Rips                | Provinz Nord-Brabant (Niederlande)   | RAF |                                                                                                 |
| B-85            | Schijndel              | Provinz Nord-Brabant (Niederlande)   | RAF |                                                                                                 |
| B-86            | Helmond                | Provinz Nord-Brabant (Niederlande)   | RAF |                                                                                                 |
| B-87            | Rosières-en-Santerre   | Somme                                | USAAF (387th Bombardment Group), RAF (140 Wing [21] Squadron, 464 [RAAF] Squadron und 487 [NZ] Squadron)                                                                              | Flugplatz Rosières-en-Santerre                                                                  |
| B-88            | Heesch                 | Provinz Nord-Brabant (Niederlande)   | RAF |                                                                                                 |
| B-89            | Mill                   | Provinz Nord-Brabant (Niederlande)   | RAF |                                                                                                 |
| B-90            | Kleine Brogel          | Provinz Limburg (Belgien)            | RAF | Militärflugplatz Kleine Brogel                                                                  |
| B-91            | Kluis                  | Provinz Gelderland (Niederlande)     | RAF |                                                                                                 |
| B-92            | Abbeville-Drucat       | Somme                                | USAAF (61st Troop Carrier Group) | Flugplatz Abbeville-Drucat                                                                      |
| B-93            | Valkenburg aan de Geul | Provinz Limburg (Niederlande)        | RAF |                                                                                                 |
| B-94            |                        |                                      | | Code nicht vergeben                                                                             |
| B-95            | Teuge                  | Provinz Gelderland (Niederlande)     | RAF |                                                                                                 |
| B-96            |                        |                                      | | Code nicht vergeben                                                                             |
| B-97            | Amsterdam-Schiphol     | Provinz Nord-Holland (Niederlande)   | RAF | Flughafen Amsterdam Schiphol                                                                    |
| B-98            |                        |                                      | | Code nicht vergeben                                                                             |
| B-99            |                        |                                      | | Code nicht vergeben                                                                             |
| B-100           | Goch                   | Kreis Kleve                          | RAF | Code wurde 1954 auf RAF Laarbruch übertragen                                                    |
| B-101           | Nordhorn               | Landkreis Grafschaft Bentheim        | RAF | RAF Nordhorn                                                                                    |
| B-102           | Tönisvorst             | Kreis Viersen                        | RAF |                                                                                                 |
| B-103           | Plantlünne             | Landkreis Emsland                    | RAF | RAF Plantlünne                                                                                  |
| B-104           | Damme                  | Landkreis Vechta                     | RAF |                                                                                                 |
| B-105           | Drope                  | Landkreis Emsland                    | RAF (485 [NZ] Squadron) |                                                                                                 |
| B-106           | Twente-Enschede        | Provinz Overijssel (Niederlande)     | RAF | Enschede Airport Twente                                                                         |
| B-107           | Lingen                 | Landkreis Emsland                    | RAF |                                                                                                 |
| B-108           | Bentlage (Rheine)      | Kreis Steinfurt                      | RAF |                                                                                                 |
| B-109           | Quakenbrück            | Landkreis Osnabrück                  | RAF |                                                                                                 |
| B-110           | Bramsche-Achmer        | Landkreis Osnabrück                  | RAF | Flugplatz Achmer                                                                                |
| B-111           | Ahlhorn                | Landkreis Oldenburg                  | RAF | Flugplatz Ahlhorn (RAF Ahlhorn)                                                                 |
| B-112           | Hopsten                | Kreis Steinfurt                      | RAF (486 [NZ] Squadron) | Fliegerhorst Hopsten                                                                            |
| B-113           | Varrelbusch            | Landkreis Cloppenburg                | RAF | Flugplatz Varrelbusch                                                                           |
| B-114           | Diepholz               | Landkreis Diepholz                   | RAF | Fliegerhorst Diepholz                                                                           |
| B-115           | Melle                  | Landkreis Osnabrück                  | RAF | Flugplatz Melle-Grönegau                                                                        |
| B-116           | Wunstorf               | Region Hannover                      | RAF | Fliegerhorst Wunstorf (RAF Wunstorf)                                                            |
| B-117           | Jever                  | Landkreis Friesland                  | RAF | Fliegerhorst Jever (RAF Jever)                                                                  |
| B-118           | Celle                  | Landkreis Celle                      | RAF | Heeresflugplatz Celle                                                                           |
| B-119           | Wahn                   | Stadt Köln                           | RAF | Flughafen Köln/Bonn (RAF Wahn)                                                                  |
| B-120           | Langenhagen            | Region Hannover                      | RAF | Flughafen Hannover                                                                              |
| B-121 bis B-149 |                        |                                      | | Codes nicht vergeben                                                                            |
| B-150           | Hustedt                | Landkreis Celle                      | RAF | RAF Hustedt                                                                                     |
| B-151           | Bückeburg              | Landkreis Schaumburg                 | RAF | Heeresflugplatz Bückeburg (RAF Bückeburg)                                                       |
| B-152           | Fassberg               | Landkreis Celle                      | RAF | Fliegerhorst Faßberg (RAF Fassberg)                                                             |
| B-153           | Bad Oeynhausen         | Kreis Minden-Lübbecke                | RAF | Sitz der britischen Militärregierung bis 1946, Hauptquartier der britischen Rheinarmee bis 1954 |
| B-154           | Reinsehlen             | Landkreis Heidekreis                 | RAF | Camp Reinsehlen                                                                                 |
| B-155           | Dedelstorf             | Landkreis Gifhorn                    | RAF | Flugplatz Dedelstorf                                                                            |
| B-156           | Lüneburg               | Landkreis Lüneburg                   | RAF | Flugplatz Lüneburg                                                                              |
| B-157           | Werl                   | Kreis Soest                          | RAF | Fliegerhorst Werl                                                                               |
| B-158           | Lübeck                 | Hansestadt Lübeck                    | RAF | Flughafen Lübeck-Blankensee (RAF Lübeck)                                                        |
| B-159           | Mahlen                 | (unbestimmt)                         | |                                                                                                 |
| B-160           | Kopenhagen-Kastrup     | Dänemark                             | RAF | Flughafen Kopenhagen-Kastrup                                                                    |
| B-161           |                        |                                      | | Code nicht vergeben                                                                             |
| B-162           | Stade                  | Landkreis Stade                      | RAF | Flugplatz Stade                                                                                 |
| B-163           |                        |                                      | | Code nicht vergeben                                                                             |
| B-164           | Schleswigland          | Kreis Schleswig-Flensburg            | RAF | Fliegerhorst Schleswig (RAF Schleswigland)                                                      |
| B-165           |                        |                                      | | Code nicht vergeben                                                                             |
| B-166           | Flensburg              | Stadt Flensburg                      | RAF | Flugplatz Flensburg-Schäferhaus                                                                 |
| B-167           | Kiel-Holtenau          | Stadt Kiel                           | RAF | Flugplatz Kiel-Holtenau                                                                         |
| B-168           | Fuhlsbüttel            | Hansestadt Hamburg                   | RAF | Flughafen Hamburg (RAF Fuhlsbüttel)                                                             |
| B-169           |                        |                                      | | Code nicht vergeben                                                                             |
| B-170           | Westerland             | Kreis Nordfriesland                  | RAF | Flughafen Sylt                                                                                  |
| B-171           |                        |                                      | | Code nicht vergeben                                                                             |
| B-172           | Husum                  | Kreis Nordfriesland                  | RAF | Fliegerhorst Husum                                                                              |
| B-173           |                        |                                      | | Code nicht vergeben                                                                             |
| B-174           | Uetersen               | Kreis Pinneberg                      | RAF | Flugplatz Uetersen-Heist (RAF Uetersen)                                                         |

## Abkürzungen
| FFAF  | Free French Air Force          |
| RAAF  | Royal Australian Air Force     |
| RAF   | Royal Air Force                |
| RCAF  | Royal Canadian Air Force       |
| RNZAF | Royal New Zealand Air Force    |
| USAAF | United States Army Air Force   |
| USAFE | United States Air Force Europe |